# 23. květen
23. květen je 143. den roku podle gregoriánského kalendáře (144. v přestupném roce). Do konce roku zbývá 222 dní. Svátek slaví Vladimír a Vladimíra.

## Události

### Česko
- 1448 – Papežský legát Juan Carvajal odjel z Prahy s originály kompaktát, které musel získat zpátky ozbrojený oddíl
- 1611 – Matyáš Habsburský byl korunován českým králem.
- 1618 – Třetí pražská defenestrace, která se považuje za začátek třicetileté války; stavové vedeni Jindřichem Matyášem Thurnem vyhodili z oken královského místodržitelství na Pražském hradě Viléma Slavatu z Chlumu a Košumberka, Jaroslava Bořitu z Martinic a písaře Filipa Fabricia.
- 1788 – Jan Jakub Ryba jmenován učitelem v Rožmitále pod Třemšínem
- 1926 – V Brně zahájena pravidelná letecká doprava. Na černovickém letišti přistálo první letadlo Farman-Goliath pro 12 cestujících a následující den vzniklo pravidelné letecké spojení Praha-Brno-Bratislava-Košice. První let na palubě letadla De Havilland absolvovali čtyři cestující.
- 1945 – Vychází první číslo Svobodných novin, které po zákazu Lidových novin založil Eduard Bass a stal se jejich šéfredaktorem.
- 1978 – Únos školního autobusu: Trojice bratranců Barešových přepadla autobus s řidičem a 39 cestujícími z gymnázia Říčany, s cílem vynutit si průjezd do západního Německa. Po vyjednávání a propuštění všech studentů došlo na přechodu Pomezí nad Ohří k přestřelce, při které zemřel řidič autobusu a jeden z pachatelů (Milan Bareš); zbylí dva únosci byli zadrženi a odsouzeni.
- 2010 – Česká hokejová reprezentace vyhrála mistrovství světa v ledním hokeji, když ve finále porazila Rusko 2:1.
- 2017 – Vězeň Jiří Kajínek odsouzený k doživotnímu trestu odnětí svobody byl po obdržení prezidentské milosti propuštěn.

### Svět
- 1040 – Bitva o Dandanqan skončila vítězstvím Seldžuků pod vedením Tughrula a Chaghri Bega, čímž skončila vláda Ghaznavidů pod vedením Masuda I. z Ghazni nad Khorasanem.
- 1059 – Nemocný francouzský král Jindřich I. nechal svého sedmiletého syna Filipa zvolit králem a vysvětil ho arcibiskup z Remeše. Chtěl tak pro případ své smrti zajistit hladké nástupnictví svého syna na trůn, čehož následně dosáhl.
- 1099 – Zahájena stavba katedrály ve městě Modeně
- 1179 –  Papež Alexandr III. vydal bulu Manifestis Probatum, ve které uznal Portugalsko jako nezávislé království.
- 1376 – Ve Florencii byly vyhláškou zakázány karetní hry
- 1430 – Johanka z Arku upadla do zajetí Burgunďanům, ti ji předali Angličanům
- 1493 – Senlisská smlouva upravila sporné vlastnictví burgundského rodu, který vymřel v roce 1477 smrtí Karla Smělého: Habsburský Maxmilián I. získal vládu nad svobodným burgundským hrabstvím, zatímco Pikardie a burgundské vévodství zůstaly francouzskému králi Karlovi VIII.
- 1498 – Poprava Girolama Savonaroly: Papež Alexandr VI. nechal kazatele Girolama Savonarolu po exkomunikaci a obvinění z kacířství a z nepřátelství Svatého stolce,  spolu s jeho dvěma mnichy nejprve oběsit před velkým davem na náměstí Piazza della Signoria ve Florencii a poté upálit na hranici.
- 1498 – Vasco da Gama obeplul Mys dobré naděje a našel cestu do Indie kolem Afriky.

#### Novověk do XIX. století
- 1520 – Vzpoura Mayů proti conquistadorům
- 1525 – Během německé selské války se rolnické armádě pod vedením Hanse Müllera podaří dobýt město Freiburg im Breisgau, kde byla městská rada nucena vstoupit do takzvaného „Křesťanského svazu“ rolníků.
- 1533 – v Anglii Thomas Cranmer prohlásil v parlamentu na jednání speciální rady svolané v Duntableském převorství manželství Jindřicha VIII. Tudora a Kateřiny Aragonské za neplatné. Tím vyvolal hněv Vatikánu, který odpověděl papežskou hrozbou zákazu a o rok později zákazem.
- 1536 – papež Pavel III. zavedl v Portugalsku inkvizici, prostřednictvím buly Cum ad nil magis.
- 1541 – Jacques Cartier opustil Saint-Malo (Francie) na svou třetí cestu.
- 1547 – V bitvě u Drakenburgu porazila protestantská armáda Šmalkaldské ligy císařská vojska vévody Ericha II. von Calenberga. V důsledku bitvy bylo severní Německo osvobozeno od císařských vojsk, což přispělo k náboženské svobodě.
- 1555 – 79letý Gian Pietro Carafa byl zvolen papežem jako nástupce Marcella II., který zemřel 1. května, přijal jméno Pavel IV.
- 1568 – Osmdesátiletá válka, boj za svobodu v Nizozemsku proti španělské nadvládě, začal bitvou u Heiligerlee. Nizozemsko pod vedením Ludvíka Nassau-Dillenburga porazilo armádu guvernéra Španělska Jana z Ligne, který umřel v bitvě. Nizozemsko vyhlásilo nezávislost na Španělsku.
- 1592 – Giordano Bruno byl zatčen v Benátkách po udání od svého žáka, později předán do Říma a v roce 1600 upálen
- 1576 – Tycho Brahe dostal od Frederika II. ostrov Hveen, aby na něm vybudoval observatoř Uranienborg.
- 1592 – Španělská vojska, která se vylodila v Bretani, uvolnila město Craon, které bylo během osmé hugenotské války obléháno vojsky francouzského krále Jindřicha IV. V bitvě zvítězil generál Philippe-Emmanuel de Lorraine nad svým protivníkem Henrim de Bourbon, vévodou de Montpensier.
- 1609 – Oficiální ratifikace druhého statutu Virginie
- 1701 – Poté, co byl kapitán William Kidd shledán vinným ze zabití Williama Moora a z pirátství, byl v Londýně oběšen
- 1706 – Bitva u Ramillies: Po  porážce Francouzů v bitvě u Ramillies ve válce o španělské dědictví proti nizozemsko-anglické armádě pod vedením Johna Churchilla, 1. vévody z Marlborough, byli Francouzi nuceni ustoupit ze španělského Nizozemska.
- 1750 – Il bugiardo (Lhář), komedie o třech dějstvích od Carla Goldoniho, měla premiéru v Mantově.
- 1788 – S ratifikací ústavy Spojených států se Jižní Karolína stala osmým státem Spojených států amerických.
- 1789 – byl zatčen brazilský básník Tomás Antônia Gonzaga a odsouzen později do vyhnanství za účast na Inconfidência Minas.
- 1799 – Světská kantáta „Der Tyroler Landsturm“ Antonia Salieriho a Josepha Franze Ratschkyho měla premiéru v k.k. Redoutensaal ve Vídni.
- 1802 – Francie v dohodě uznává pruské nároky v severozápadním Německu, kupř. do oblastí knížecích biskupství Hildesheim, Münster a Paderborn jako kompenzace za postoupené oblasti na levém břehu Rýna.
- 1814 – Ve Vídni měla premiéru konečná verze Beethovenovy opery Fidelio.
- 1829 – Ve Vídni byl udělen patent na tahací harmoniku (privilegium na vynález akordeonu) Cyrilu Demianovi, staviteli varhan a klavírů, a jeho synům Karlovi a Guidemu
- 1842 – Britský zemědělský chemik John Bennet Lawes patentoval svůj proces výroby superfosfátu, zemědělského hnojiva.
- 1844 – Bab prohlásil, že je zaslíbeným ze všech náboženství a předzvěstí vyššího Božího posla, než je on sám. Toto datum je považováno za datum založení Babismu.
- 1846 – Prezident Mariano Paredes z Mexika oficiálně vyhlásil válku Spojeným státům.
- 1862 – Německý astronom Eduard Schönfeld nalezl spirální galaxii později zaznamenanou jako NGC 4383 v souhvězdí Haar der Berenike. Galaxie patří do kupy galaxií v Panně
- 1863 – Ferdinand Lassalle založil v Lipsku Všeobecný německý dělnický spolek (ADAV) spolu s delegáty z Lipska, Hamburku, Harburgu, Kolína nad Rýnem, Düsseldorfu, Elberfeldu, Barmenu, Solingenu, Frankfurtu nad Mohanem, Mohuče a Drážďan, původ dnešní SPD (Sociálně demokratické strany Německa)
- 1873 – V Kanadě byla založena Severozápadní jízdní policie (North West Mounted Police), zkráceně nazývaná Kanadská jízdní policie, která se později stala federální policií celé Kanady.

#### XX. století
- 1907 – Jednokomorový parlament Finska se sešel na svém prvním plenárním zasedání.
- 1911 – Otevření New York Public Library.
- 1915 – Itálie vyhlásila válku Rakousku-Uhersku v důsledku Londýnské smlouvy, která de iure zrušila Trojdohodu. To byl začátek horského válčení a po něm následovalo dvanáct bitev Isonzo první světové války.
- 1920 – Papež Benedikt XV. ve své encyklice Pacem, Dei munus pulcherrimum klade mír do středu svých úvah a doporučuje usmíření mezi odpůrci po první světové válce. Měl kladný vztah k myšlence Společnosti národů.
- 1922 – Walt Disney založil svou první filmovou společnost Laugh-O-Gram Studio
- 1923 – Sabena byla založena jako belgická národní letecká společnost. Vznikla ze SNETA (Syndicat national pour l'étude du transport aérien), národní letecké společnosti založené v roce 1919.
- 1930 – V Berlíně měl premiéru protiválečný film Georga Wilhelma Pabsta Western Front 1918 nebo Vier von der Infanterie.
- 1930 – Vzducholoď Graf Zeppelin podnikla svou první cestu do Brazílie.
- 1932 – V Brazílii jsou čtyři studenti zastřeleni a zabiti během demonstrace proti Getúliu Vargasovi, která o několik týdnů později vyústila ve vypuknutí konstituční revoluce.
- 1934 – Američtí gangsteři Bonnie a Clyde byli zabiti policií v Bienville Parish v Louisianě.
- 1939 – Adolf Hitler oznámil vojenskému vedení Německa, že chce při první vhodné příležitosti zaútočit na sousední Polsko. Projev byl písemně zaznamenán Rudolfem Schmundtem. Tzv. Schmundtův protokol se později stal důležitým dokumentem v norimberských procesech s hlavními válečnými zločinci.
- 1942 – Po několika dnech bojů se německému Wehrmachtu podařilo obklíčit několik sovětských armád poblíž Charkova ve druhé bitvě u Charkova ve válce proti Sovětskému svazu. Ke kapitulaci došlo 28. května. Byla to jedna z posledních vítězných obkličovacích bitev Němců za druhé světové války.
- 1945 – Spojenci prohlásili za sesazenou a zatkli poslední vládu nacistického Německa i prezidenta Dönitze.
- 1945 – V zajetí v Lüneburgu spáchal sebevraždu Reichsführer-SS Heinrich Himmler, jeden z hlavních organizátorů holokaustu.
- 1949 – Základním zákonem s účinností od tohoto dne byla založena Spolková republika Německo (v češtině známa jako Západní Německo). Základní zákon se zpočátku vztahoval pouze na západní zónu známou jako trizóna, s výjimkou Sárska. Formálně nezávislý „Sárský protektorát“ se připojil 1. ledna 1957 v souladu s článkem 23 starého znění základního zákona, stejně jako NDR 3. října 1990.
- 1951 – V Pekingu byla mezi Čínskou lidovou republikou a Tibetem podepsána dohoda o mírovém osvobození Tibetu. Obsahem dohody bylo zajištění vnitropolitické autonomie a svobody vyznání pro Tibet ze strany Čínské lidové republiky, přičemž zahraničně politickou reprezentaci Tibetu měla převzít Čínská lidová republika. Z pohledu tibetské exilové vlády dohoda vznikla pod vojenským tlakem v důsledku obsazení východotibetské provincie Qamdo a pod hrozbou dalšího vojenského postupu Čínské lidové osvobozenecké armády, a proto ji považovala za neplatnou.
- 1960 – Tsunami způsobená zemětřesením v Chile, den předtím zabila 61 lidí v Hilo na Havaji.
- 1962 – Francouzský generál Raoul Salan byl odsouzen k doživotnímu vězení poté, co jako člen Organizace de l'armée secrète podporoval eskalaci násilí v alžírské válce a účastnil se pokusu o převrat.
- 1965 – Předchozí starosta Vídně Franz Jonas z SPÖ byl zvolen rakouským spolkovým prezidentem s 50,7 % proti bývalému spolkovému kancléři Alfonsi Gorbachovi z ÖVP.
- 1979 – Předchozí předseda Bundestagu Karl Carstens z CDU byl Spolkovým shromážděním zvolen prezidentem Spolkové republiky Německo proti političce SPD Annemarie Rengerové. Od té doby až do roku 2009 byl německý spolkový prezident volen každých pět let k tomuto datu:
- 1971 – Hra Der B, přepsaná na operu Friedrichem Dürrenmattem
- 1984 – Celovečerní film Paris, Texas německého režiséra Wima Wenderse s Harrym Deanem Stantonem, Nastassjou Kinski a Deanem Stockwellem v hlavních rolích získal Zlatou palmu na filmovém festivalu v Cannes.
- 1984 – Richard von Weizsäcker (CDU) byl zvolen prezidentem Německa.
- 1989 – Německo: Richard von Weizsäcker byl jediným kandidátem, který kandidoval ve volbách.
- 1990 – Německo: Bylo možné slyšet poslední vysílání gongu, známé stanice NDR
- 1992 – Italský soudce Giovanni Falcone zemřel spolu se svou ženou a třemi bodyguardy na dálnici A29, když při projíždění jeho vozidla na dálku bylo odpáleno půl tuny výbušnin. Falcone se pustil dříve do boje proti Cosa Nostře na Sicílii.
- 1993 – První svobodné volby po více než 20 letech se konali v Kambodži pod dohledem přechodného úřadu OSN v Kambodži (UNTAC). Rudí Khmerové bojkotovali volby do Ústavodárného shromáždění.
- 1994 – Roman Herzog (CDU) byl zvolen prezidentem Německa.
- 1995 – V San Jose Mercury News výrobce počítačů Sun Microsystems poprvé veřejnosti představil programovací jazyk Java jako součást technologie Java.
- 1997 – V USA byla premiéra filmu Ztracený svět: Jurský park režiséra Stevena Spielberga, natočeného na motivy stejnojmenné knihy spisovatele Michaela Crichtona.
- 1997 – V prezidentských volbách v Íránu je překvapivě zvolen prezidentem reformátor Hojatoleslam Seyed Mohammad Chatami se 70 % hlasů proti favoritovi Ali Akbar Nateq Nuri.
- 1998 – Dohoda z Velkého pátku byla přijata v referendu v Severním Irsku s přibližně 75 % hlasů pro.
- 1999 – Johannes Rau (SPD) zvítězil ve druhém hlasování proti kandidátům z CDU a PDS.

#### XXI. století
- 2000 – Po bitvě o převzetí nové banky na burze cenných papírů vzešla z dokončené fúze dvou předchůdců v Paříži nová banka BNP Paribas, jedna z největších francouzských bank.
- 2000 – V japonské Niigatě začal soud s mužem, který v listopadu 1990 unesl devítiletou dívku a držel ji v zajetí déle než devět let.
- 2001 – Francouz Marco Siffredi se stal prvním člověkem, který sjel na snowboardu Mount Everest.
- 2002 – Doložka „55 částí“ Kjótského protokolu je přijata po jeho ratifikaci Islandem.
- 2004 – Horst Köhler (CDU) byl zvolen prezidentem Německa.
- 2004 – Na Letišti Paris-Roissy-Charles de Gaulle zahynuli 4 lidé a 3 byli zraněni poté, co se zřítil fragment střechy nového terminálu 2E.
- 2006 –  V New Yorku bylo nové World Trade Center 7 otevřeno velkým koncertem na místě starého World Trade Center, které bylo zničeno při teroristických útocích 11. září 2001.
- 2006 – erupce aljašského stratovulkánu Mount Cleveland.
- 2006 – Do užívání byl uveden přestavěný mrakodrap WTC7.
- 2006 – Byl vydán operační systém Windows Vista Beta 2.
- 2008 – Unie jihoamerických národů: V brazilském hlavním městě Brasília byla všemi nezávislými státy Jižní Ameriky podepsána zakládající listina Unie jihoamerických národů. Cílem dohody je bojovat proti „nerovnosti, sociálnímu vyloučení, hladu, chudobě a nejistotě“. Do roku 2025 by mělo být dosaženo integrace srovnatelné s Evropskou unií. Plánuje se společná měna, parlament a pasy.
- 2009 – Fotbalový klub VfL Wolfsburg získal historicky první německý mistrovský titul.
- 2009 – Horst Köhler (CDU) uspěl v prvním hlasování proti mnoha kandidátům
- 2009 – Nepál: Komunista Madhav Kumar byl zvolen parlamentem premiérem Nepálu.
- 2009 – Bývalý jihokorejský prezident Roh Moo-hyun, zapojený do korupčního skandálu, spáchal sebevraždu tím, že se vrhl do horské propasti.
- 2010 – 19 lidí zahynulo a 71 bylo zraněno při vlakové nehodě v čínském Fuzhou.
- 2010 – V jamajské metropoli Kingston vypukly krvavé čtyřdenní nepokoje, které vyvolali příznivci drogového barona Christophera Cokea poté, co vláda rozhodla o jeho vydání do Spojených států.
- 2012 – Papežský komorník Paolo Gabriele byl zatčen a obviněn z krádeže tajných dokumentů z Vatikánu.
- 2013 – Sigmundur Davíð Gunnlaugsson se stal premiérem Islandu.
- 2014 – Na Isla Vista zastřelil 23letý Elliot Rodger 7 studentů Kalifornské univerzity v Santa Barbaře, 14 dalších zranil a v obklíčení policie spáchal sebevraždu.
- 2015 – Ve Vídni proběhlo finále jubilejního 60. ročníku Eurovize.
- 2015 – U příležitosti 100. výročí vstupu Itálie do první světové války nařídila italská vláda s premiérem Matteo Renzi vyvěšovat vlajky na všech veřejných budovách. Jihotyrolský guvernér Arno Kompatscher na to prohlásil, že se tím v Jižním Tyrolsku nebude řídit.
- 2016 – 45 rekrutů bylo zabito a 60 zraněno při sebevražedném bombovém útoku v Adenu v Jemenu.
- 2016 – Při sérii teroristických útoků v syrských městech Jabla a Tartús ve Středozemním moři bylo zabito 189 lidí a asi 200 bylo zraněno.
- 2017 – Filipínský prezident Rodrigo Duterte vyhlásil stanné právo na ostrově Mindanau při bitvě v Marawi, napadeném islamisty pod černým praporem ISIS.
- 2018 – Státní zastupitelství ve Frankfurtu nad Mohanem podalo obžalobu na Thea Zwanzigera, Wolfganga Niersbacha a Horsta R. Schmidta za daňové úniky v rámci možných úplatků při mistrovství světa ve fotbale 2006. Obvinila je, že DFB použila platbu z roku 2005 ke kompenzaci soukromé půjčky od Roberta Louis-Dreyfuse Franzi Beckenbauerovi a později ji nezákonně uplatnila jako provozní výdaj.
- 2019 – Ve floridské státní věznici v Raifordu byl popraven sériový násilník a vrah Robert Joe Long injekcí jedu.
- 2021 – Bělorusko pod záminkou, že letadlu hrozí bomba, zachytilo let 4978 Ryanairu, Boeing 737-800 odlétající z Atén směřující do Vilniusu, a za doprovodu stíhačky odklonilo plánovaný let do Minsku. Po přistání v Minsku byli zatčeni novinář Raman Pratasevič, který kritizoval režim, a jeho partnerka Sofija Sapegaová. Letadlo mohlo později pokračovat v letu do Vilniusu.

## Narození
Automatický abecedně řazený seznam viz Kategorie:Narození 23. května

### Česko

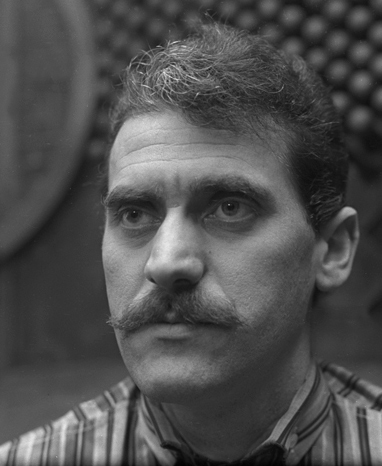
Vladimír Preclík (* 1929)

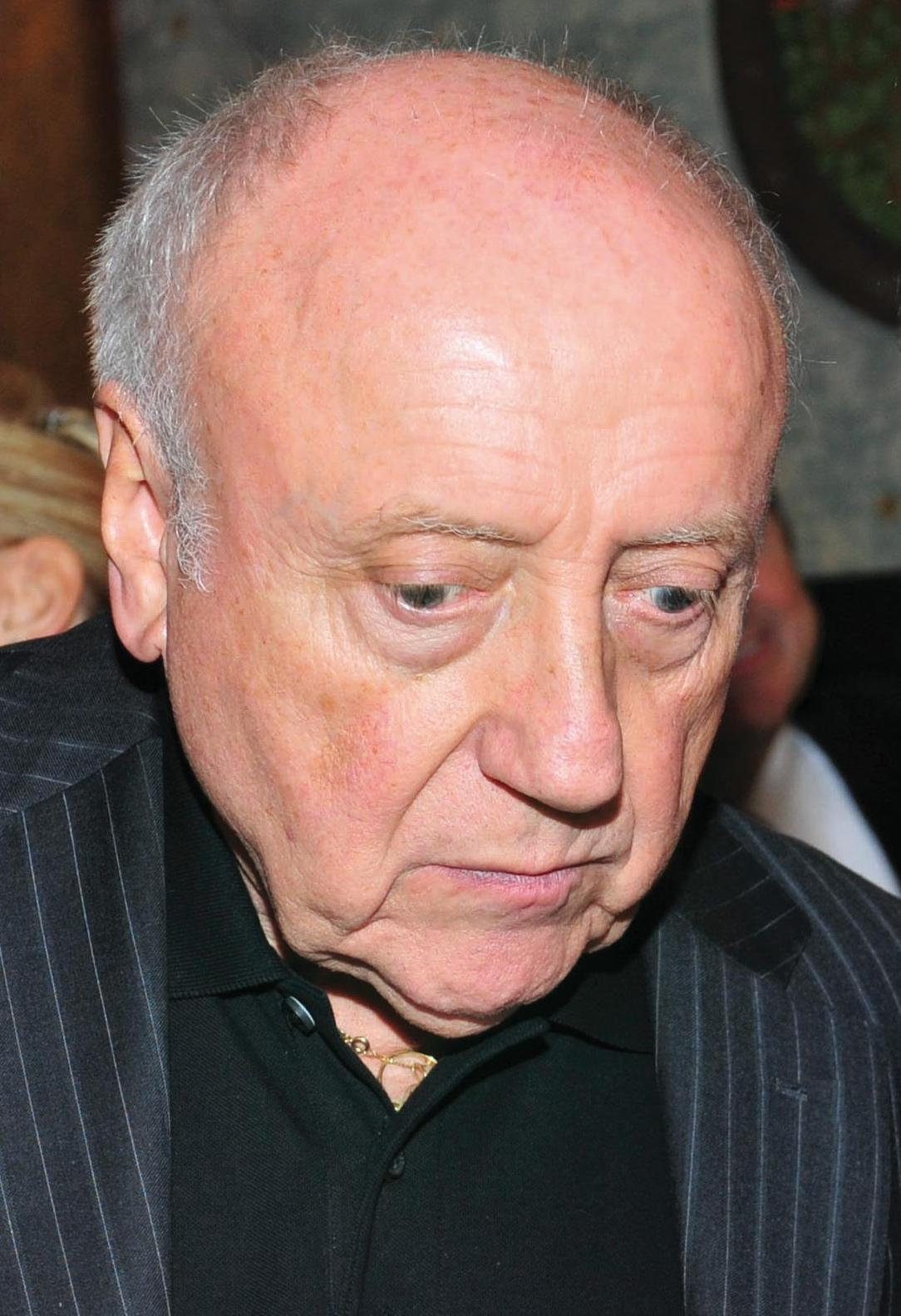
Felix Slováček (* 1943)

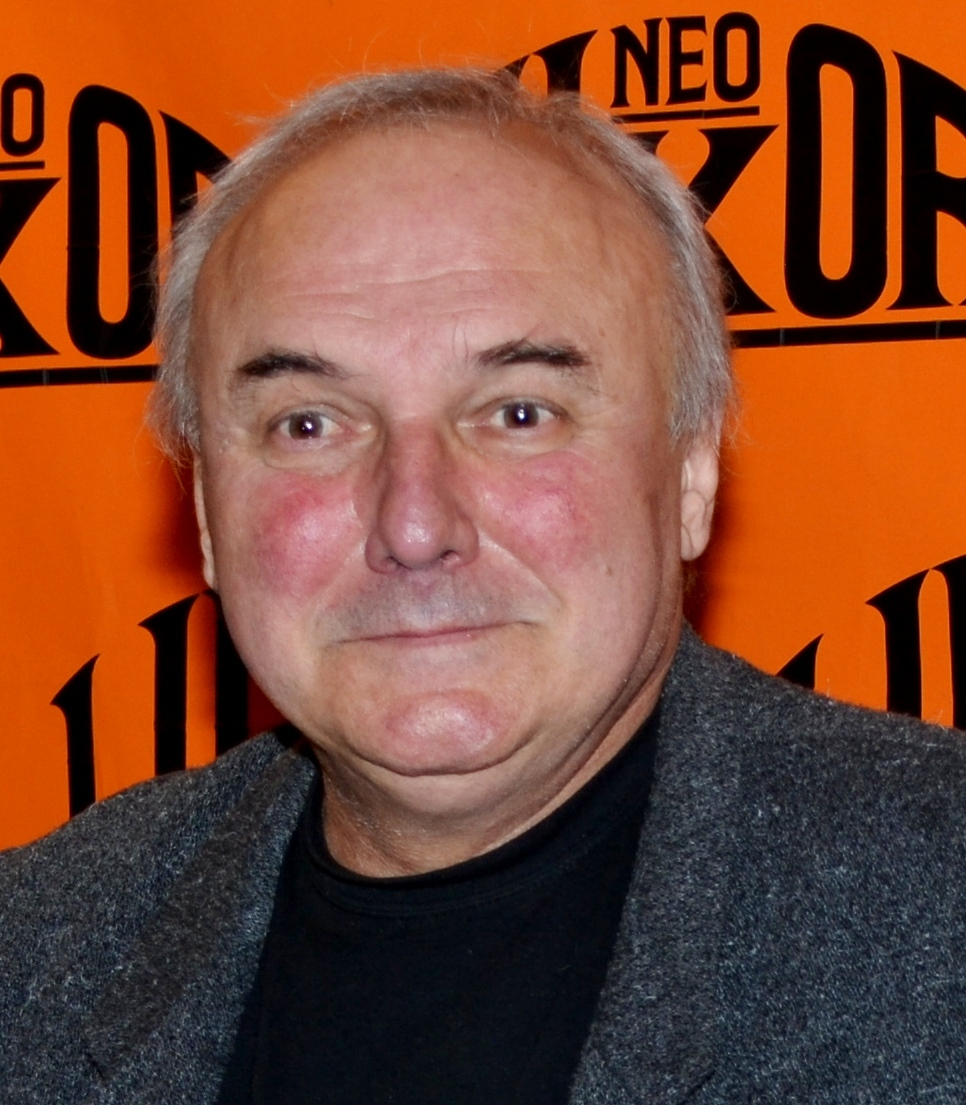
Oldřich Dudek (* 1946)

- 1643 – Jaroslav Ignác Šternberk, litoměřický biskup († 12. dubna 1709)
- 1669 – Jan Václav Gallas vévoda z Lucery a místokrál neapolský († 25. července 1719)
- 1792 – Karel Jan Clam-Martinic, šlechtic († 29. ledna 1840)
- 1794 – Ignaz Moscheles, klavírní virtuóz a skladatel († 10. března 1870)
- 1811 – František Václav Karlík, kantor a hudební skladatel († 9. září 1889)
- 1855 – Theodor Wollschack, československý politik německé národnosti († 9. ledna 1945)
- 1858 – Franta Župan, pedagog a spisovatel († 13. ledna 1929)
- 1859 – Jaroslav Věšín, malíř českého původu († 9. května 1915)
- 1861 – Otakar Bystřina, spisovatel († 18. července 1931)
- 1866 – Karel Špaček, rektor Českého vysokého učení technického († 22. června 1937)
- 1876 – Jan Pažout, malíř († 6. května 1909)
- 1879 – Václav Mařan, sochař a keramik († 17. února 1962)
- 1883 – Jindřich Feld starší, houslista, hudební pedagog a skladatel († 5. října 1953)
- 1889 – Zdeněk Rón, prozaik, dramatik, kulturní publicista a básník († 13. července 1948)
- 1898 – Bedřich Andres, profesor občanského práva († 23. srpna 1960)
- 1900 – Pavel Mahrer, československý fotbalový reprezentant († 18. prosince 1985)
- 1901 – Antonín Heythum, scénograf, grafik a architekt († 10. ledna 1954)
- 1905
  - Václav Deyl, spisovatel († 19. února 1982)
  - Karel Hromádka, československý hokejový reprezentant († 27. listopadu 1968)
- 1909 – Ladislav Zívr, sochař († 4. září 1980)
- 1917
  - Jindřich Svoboda, válečný pilot († 17. ledna 1942)
  - Antonín Špaček, předseda Československé obci legionářské († 3. dubna 2007)
- 1922 – Karel Effa, herec († 11. června 1993)
- 1923 – Karel Vladimír Burian, spisovatel, hudební skladatel a sbormistr († 24. května 2000)
- 1924 – Gustav Krum, malíř a ilustrátor († 21. března 2011)
- 1925 – Eliška Horelová, prozaička († 30. srpna 2015)
- 1925 – Jan Grossman, divadelní dramaturg a režisér († 10. února 1993)
- 1927 – Vladimír Nekuda, archeolog († 10. května 2006)
- 1929
  - Dagmar Šimková, politická vězeňkyně komunistického režimu, spisovatelka († 24. února 1995)
  - Vladimír Preclík, sochař, malíř, řezbář a spisovatel († 3. dubna 2008)
  - Ervín Hrych, literární vědec, spisovatel, humorista a překladatel († 25. února 2016)
- 1931 – Jaroslav Porák, bohemista, slavista († 6. července 1985)
- 1932
  - Miroslav Masák, architekt
  - Petr Wittlich, historik umění
- 1936
  - Josef Fronek, anglista, bohemista a lexikograf
  - Milan Hejný, český a slovenský matematik
- 1942 – Jiří Štědroň, herec, zpěvák, textař
- 1943 – Felix Slováček, klarinetista, saxofonista, hudební skladatel a dirigent
- 1944
  - František Pinc, československý politik KSČ
  - Ivan Jilemnický, sochař, grafik a ilustrátor († 3. května 2012)
- 1946 – Oldřich Dudek, spisovatel, scenárista
- 1948 – Vladimír Vlasák, archivář a regionální historik
- 1950 – Milan Pitkin, herec a komik
- 1952 – Jaromír Pelc, básník, spisovatel, novinář, kritik
- 1953 – Jan Lepš, odborník na rostlinnou ekologii
- 1954 – František Řezníček, fotograf († 1. července 2007)
- 1958 – Jiří Jelínek, baskytarista
- 1960 – Michal Kaňka, violoncellista
- 1980 – Miroslav Němeček, ragbista
- 1995 – Marek Lambora, herec

### Svět

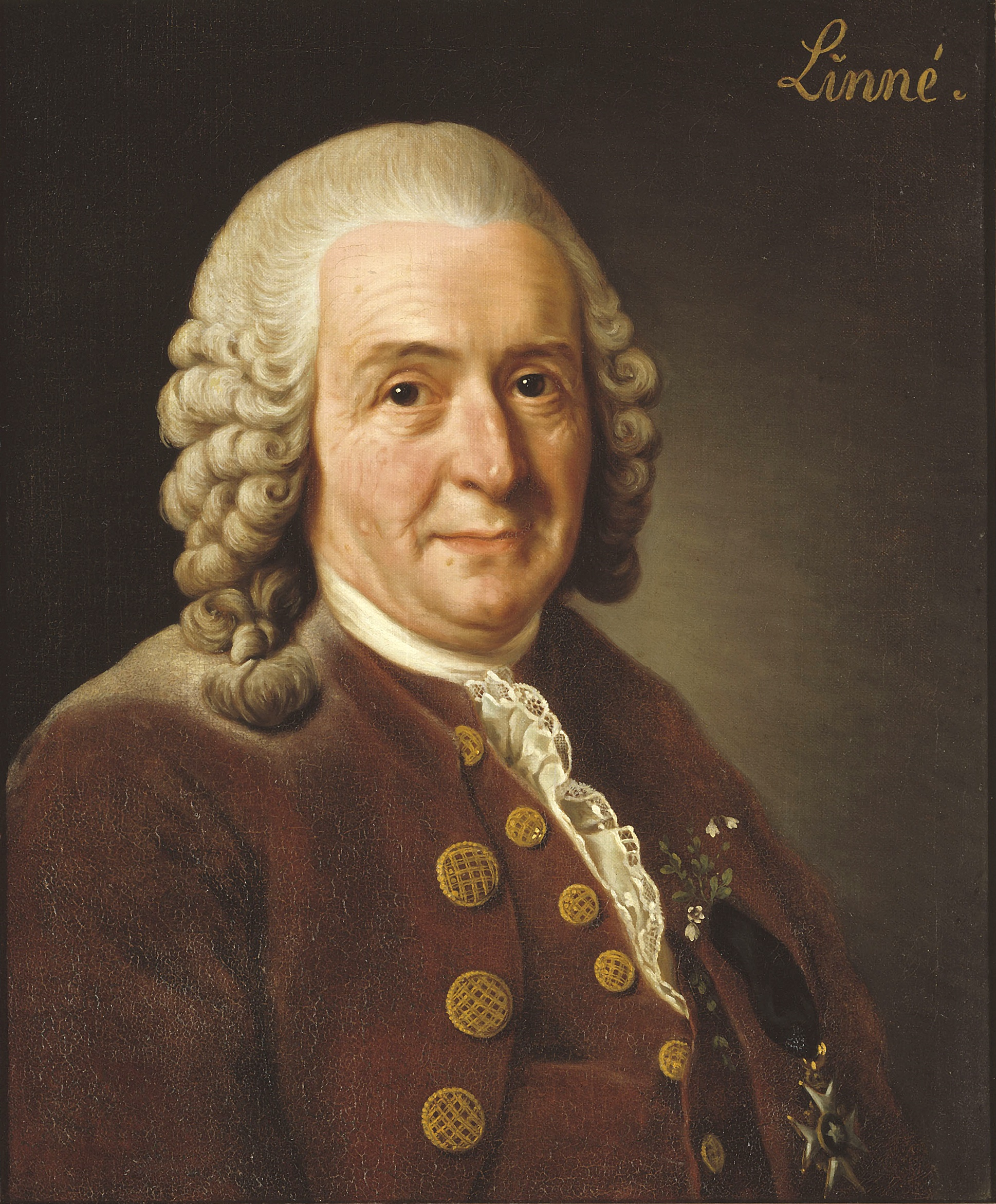
Carl Linné (* 1707)

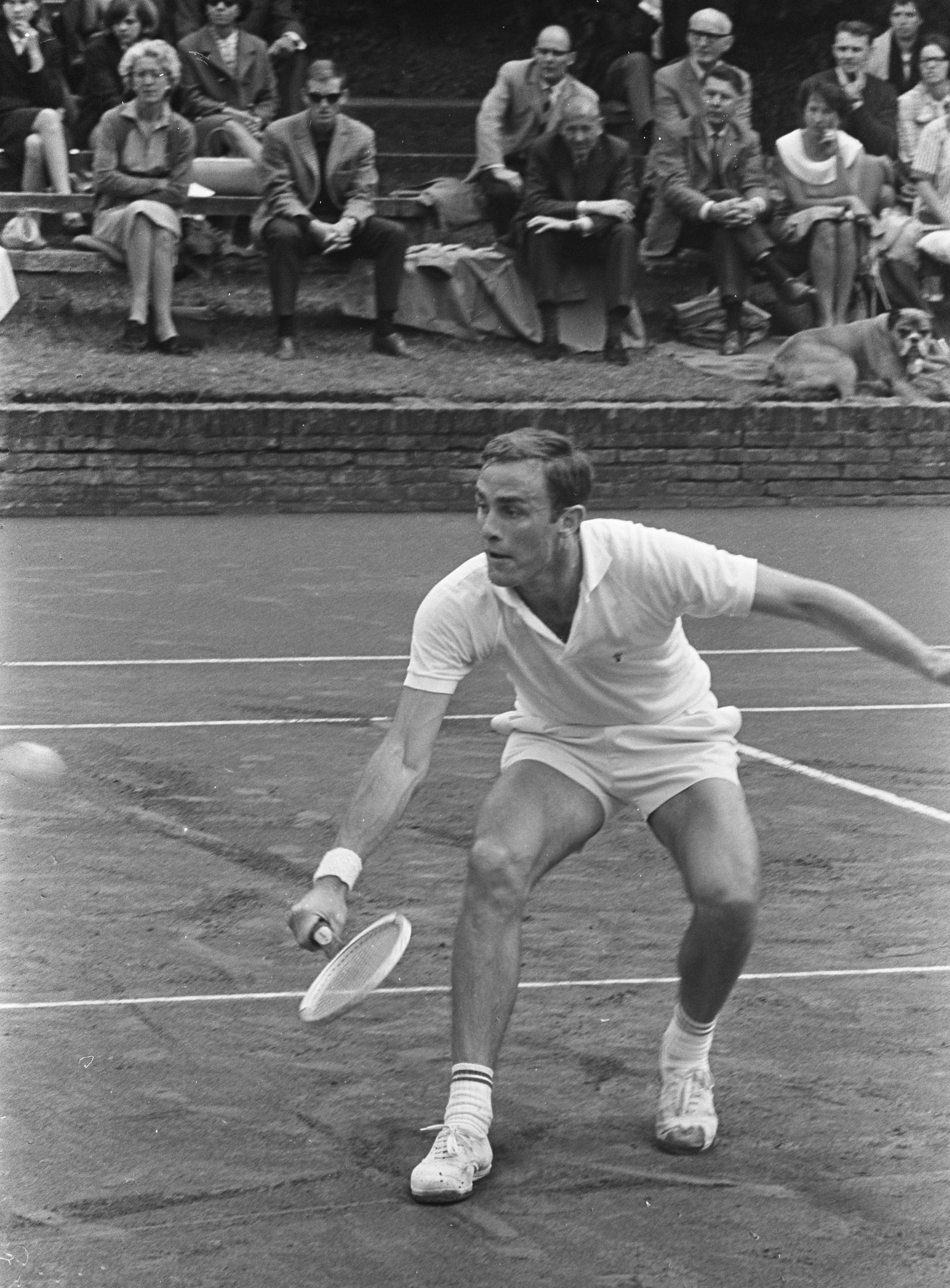
John Newcombe (* 1944)

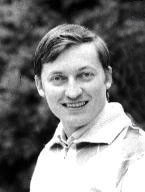
Anatolij Karpov (* 1951)

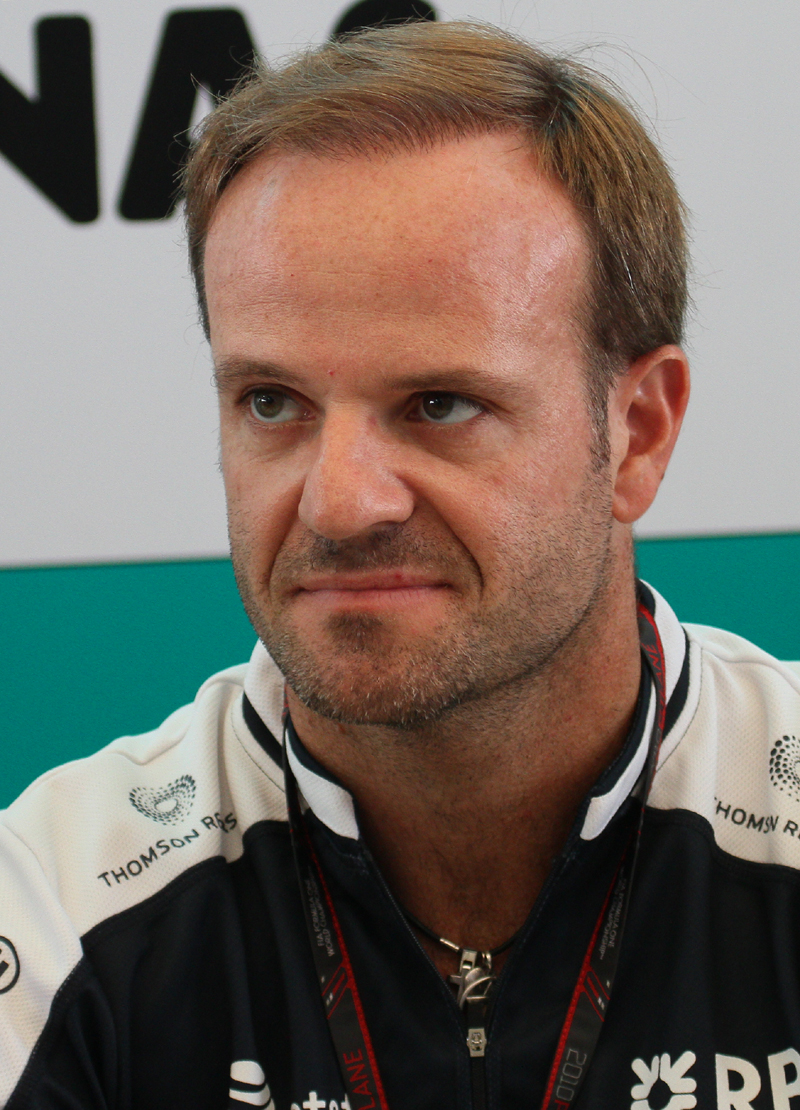
Rubens Barrichello (* 1972)

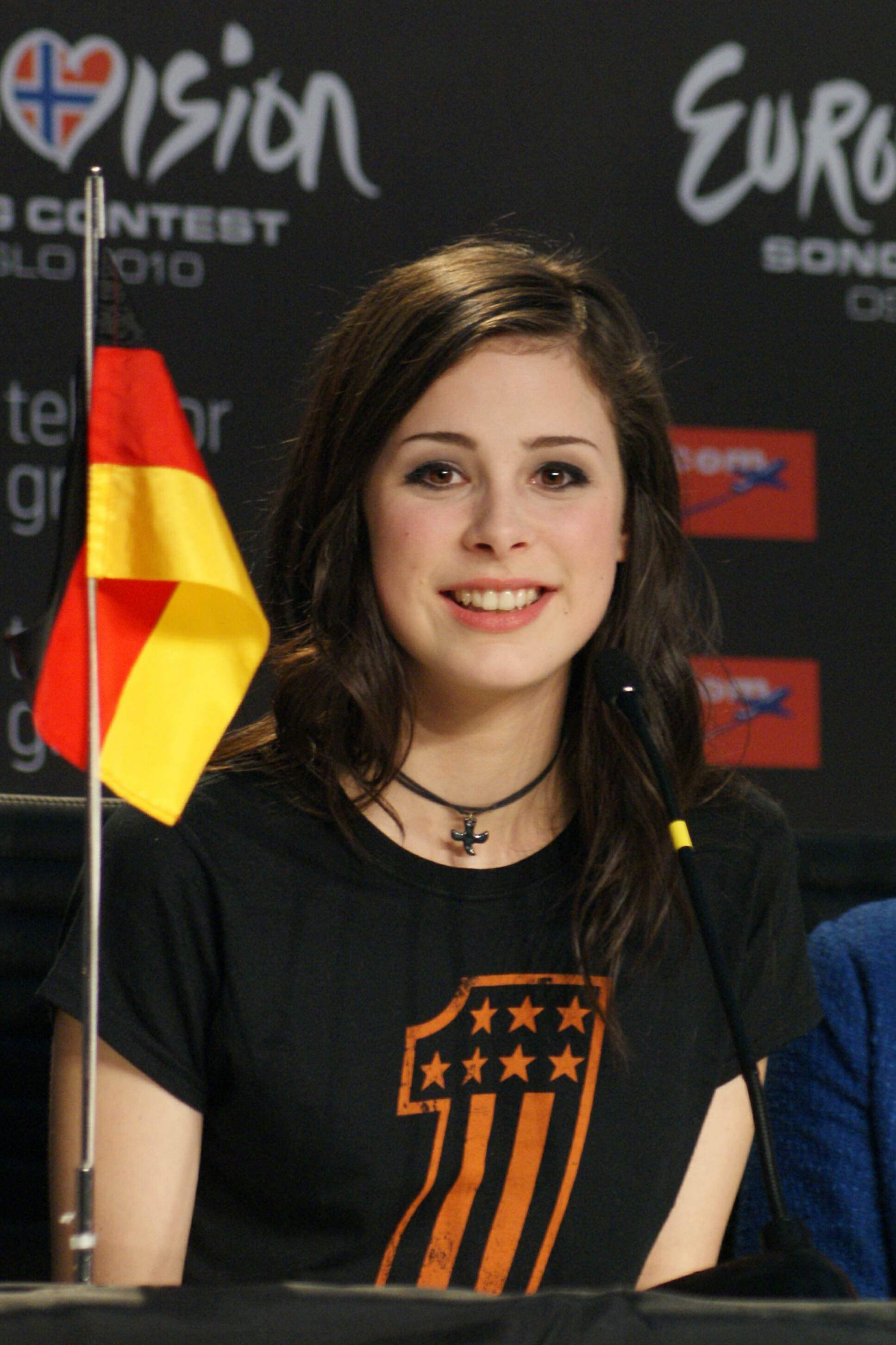
Lena Meyer-Landrut (* 1991)

- 1100 – Čchin-cung, čínský císař z dynastie Sung († 14. června 1156)
- 1208 – Šimon z Montfortu, vůdce anglického povstání († 4. srpna 1265)
- 1606 – Jan Caramuel z Lobkovic, španělský biskup, učenec, spisovatel, diplomat a válečník († 8. září 1682)
- 1617 – Elias Ashmole, anglický starožitník, sběratel umění († 18. května 1692)
- 1652 – Ferdinand Vilém Eusebius ze Schwarzenbergu, rakouský šlechtic, polik a císařský tajný rada († 26. října 1703)
- 1707 – Carl Linné, švédský přírodovědec, botanik a lékař († 10. ledna 1778)
- 1710 – François Gaspard Adam, francouzský sochař († 18. srpna 1761)
- 1730 – August Ferdinand Pruský, pruský princ a generál († 2. května 1813)
- 1734 – Franz Anton Mesmer, švýcarský lékař († 5. března 1815)
- 1754 – Andrea Appiani, italský malíř († 8. listopadu 1817)
- 1790
  - Jules Dumont d'Urville, francouzský mořeplavec a přírodovědec († 8. května 1842)
  - James Pradier, francouzský sochař († 4. června 1852)
- 1799 – Thomas Hood, anglický básník a humorista († 3. května 1845)
- 1810 – Margaret Fuller, americká novinářka († 19. července 1850)
- 1823 – Ante Starčević, chorvatský politik, publicista a spisovatel († 28. února 1896)
- 1824 – Ambrose Burnside, americký generál, vynálezce a politik († 13. září 1881)
- 1826 – Adile Sultan, osmanská princezna, dcera sultána Mahmuda II., sestra sultána Abdülmecida I. a sultána Abdülazize († 12. února 1899)
- 1834 – Carl Heinrich Bloch, dánský malíř († 22. února 1890)
- 1837 – Anatole Mallet, švýcarský konstruktér lokomotiv († 10. října 1919)
- 1842 – Maria Konopnicka, polská spisovatelka († 8. října 1910)
- 1844 – 'Abdu'l-Bahá, nejstarší syn zakladatele víry Bahá'í († 28. listopadu 1921)
- 1848 – Otto Lilienthal, německý průkopník letectví († 10. srpna 1896)
- 1849 – Károly Khuen-Héderváry, premiér Uherska († 16. února 1918)
- 1852 – Adalbert Cziráky, uherský šlechtic, politik a diplomat († 20. března 1911)
- 1853 – Victor von Röll, předlitavský státní úředník a politik († 12. října 1922)
- 1857 – Marie Waldecko-Pyrmontská, princezna württemberská († 30. dubna 1882)
- 1862 – Hermann Gunkel, německý luteránský teolog († 11. března 1932)
- 1875 – Alfred P. Sloan, prezident a předseda správní rady společnosti General Motors († 17. února 1966)
- 1883
  - Douglas Fairbanks, americký herec, režisér, scenárista a producent († 12. prosince 1939)
  - Gyula Szekfű, maďarský historik a publicista († 29. června 1955)
- 1884 – Corrado Gini, italský sociolog a statistik († 13. března 1965)
- 1886 – David Remez, izraelský politik († 19. května 1951)
- 1887 – Thoralf Skolem, norský matematik († 23. března 1963)
- 1889 – Ernst Niekisch, německý levicový politik a žurnalista († 27. května 1967)
- 1890 – Dagmar Dánská, dcera dánského krále Frederika VIII. († 11. října 1961)
- 1891 – Pär Lagerkvist, švédský spisovatel, Nobelova cena za literaturu († 11. července 1974)
- 1893 – Rosa Raisa, americká sopranistka († 28. září 1963)
- 1896 – Felix Steiner, nacistický generál († 12. května 1966)
- 1898 – Scott O'Dell, americký spisovatel († 15. října 1989)
- 1899 – Julien Bryan, americký fotograf, filmař a dokumentarista († 20. října 1974)
- 1900 – Hans Frank, vykonavatel holocaustu v Polsku, nacistický válečný zločinec († 16. října 1946)
- 1901 – Charles W. Morris, americký sémiotik a filozof († 15. ledna 1979)
- 1908 – John Bardeen, americký fyzik, Nobelova cena za fyziku 1956 a 1972 († 30. ledna 1991)
- 1910 – Artie Shaw, americký jazzový klarinetista († prosince 2004)
- 1911 – Paul Augustin Mayer, německý kardinál († 30. dubna 2010)
- 1912 – Jean Françaix, francouzský hudební skladatel († 25. září 1997)
- 1913
  - Carlos Borja, mexický basketbalista († 25. listopadu 1982)
  - Carlos Rafael Rodríguez, kubánský komunistický politik († 8. prosince 1997)
- 1914 – Nora Szczepańska, polská spisovatelka († 1. ledna 2004)
- 1917 – Edward Lorenz, americký matematik a meteorolog († 16. dubna 2008)
- 1919 – Ruth Fernández, portorická zpěvačka, politička a herečka († 9. ledna 2012)
- 1921 – James Blish, americký spisovatel († 30. července 1975)
- 1923
  - Ante Starčević, chorvatský politik, publicista a spisovatel († 28. února 1896)
- 1924 – Karlheinz Deschner, německý spisovatel († 8. dubna 2014)
- 1925 – Joshua Lederberg, americký molekulární biolog, Nobelova cena († 2. února 2008)
- 1926
  - Christian Norberg-Schulz, norský historik a teoretik architektury († 28. dubna 2000)
  - Amos Degani, izraelský politik († 28. července 2012)
- 1928 – Howard Hibbard, americký historik umění († 29. října 1984)
- 1931 – Lucian Mureșan, rumunský kardinál
- 1932
  - John Lyons, anglický lingvista
  - Les Spann, americký jazzový kytarista († 24. ledna 1989)
- 1934 – Robert Moog, americký vynálezce a průkopník elektronické hudby († 21. srpna 2005)
- 1935 – Susan Cooperová, britská spisovatelka
- 1936
  - Ingeborg Hallstein, německá operní koloraturní sopranistka
  - Morgan Scott Peck, americký psychiatr a spisovatel († 25. září 2005)
- 1938 – Daniel Humair, švýcarský bubeník a malíř
- 1939 – Marvin Stamm, americký trumpetista
- 1941 – General Johnson, americký rhythm and bluesový hudebník, skladatel († 13. října 2010)
- 1942 – Christian Frémont, francouzský zástupce v Andoře († 3. srpna 2014)
- 1944
  - John Newcombe, australský tenista
  - Volkmar Weiss, německý genetik
- 1946
  - Ruth Underwood, americká perkusionistka
  - Don Moye, americký perkusionista
  - Clemente Domínguez y Gómez, španělský vzdoropapež († 22. března 2005)
- 1947
  - Michael Porter, americký ekonom
  - Karl Vocelka, rakouský historik
- 1949
  - Daniel Nicholas DiNardo, americký kardinál
  - Alan García, prezident Peru  († 17. dubna 2019)
  - Vladimír Durdík, slovenský herec († 9. března 2003)
- 1950 – Alexandr Klepikov, sovětský veslař, olympijský vítěz († 26. února 2021)
- 1951
  - Anatolij Karpov, ruský šachista (mistr světa)
  - Antonis Samaras, předseda vlády Řecka
- 1952
  - Martin Parr, britský dokumentární fotograf
  - Kim Stanley Robinson, americký spisovatel sci-fi
- 1953
  - Rick Fenn, britský rockový kytarista
  - Agathe Uwilingiyimana, premiérka Rwandy († 7. dubna 1994)
- 1954 – Anja Snellmanová, finská spisovatelka
- 1958 – Thomas Reiter, německý astronaut
- 1967 – Phil Selway, anglický hudebník
- 1972 – Rubens Barrichello, brazilský pilot Formule 1
- 1974 – Manuela Schwesigová, německá politička
- 1979 – Brian Campbell, kanadský hokejista
- 1985 – Teimuraz Gabašvili, ruský tenista
- 1990 – Kristína Kučová, slovenská tenistka
- 1991 – Lena Meyer-Landrut, německá zpěvačka
- 1994 – Jun Song-pin, jihokorejský skeletonista
- 2000 – Šúta Tanaka, japonský sportovní lezec

## Úmrtí
Automatický abecedně řazený seznam viz Kategorie:Úmrtí 23. května

### Česko

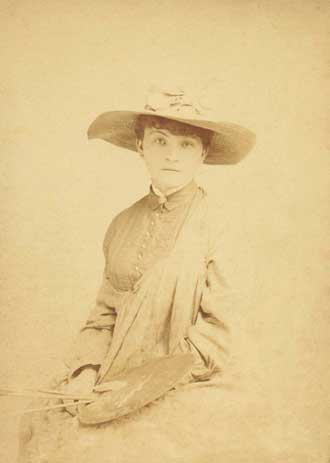
Zdenka Braunerová († 1934)

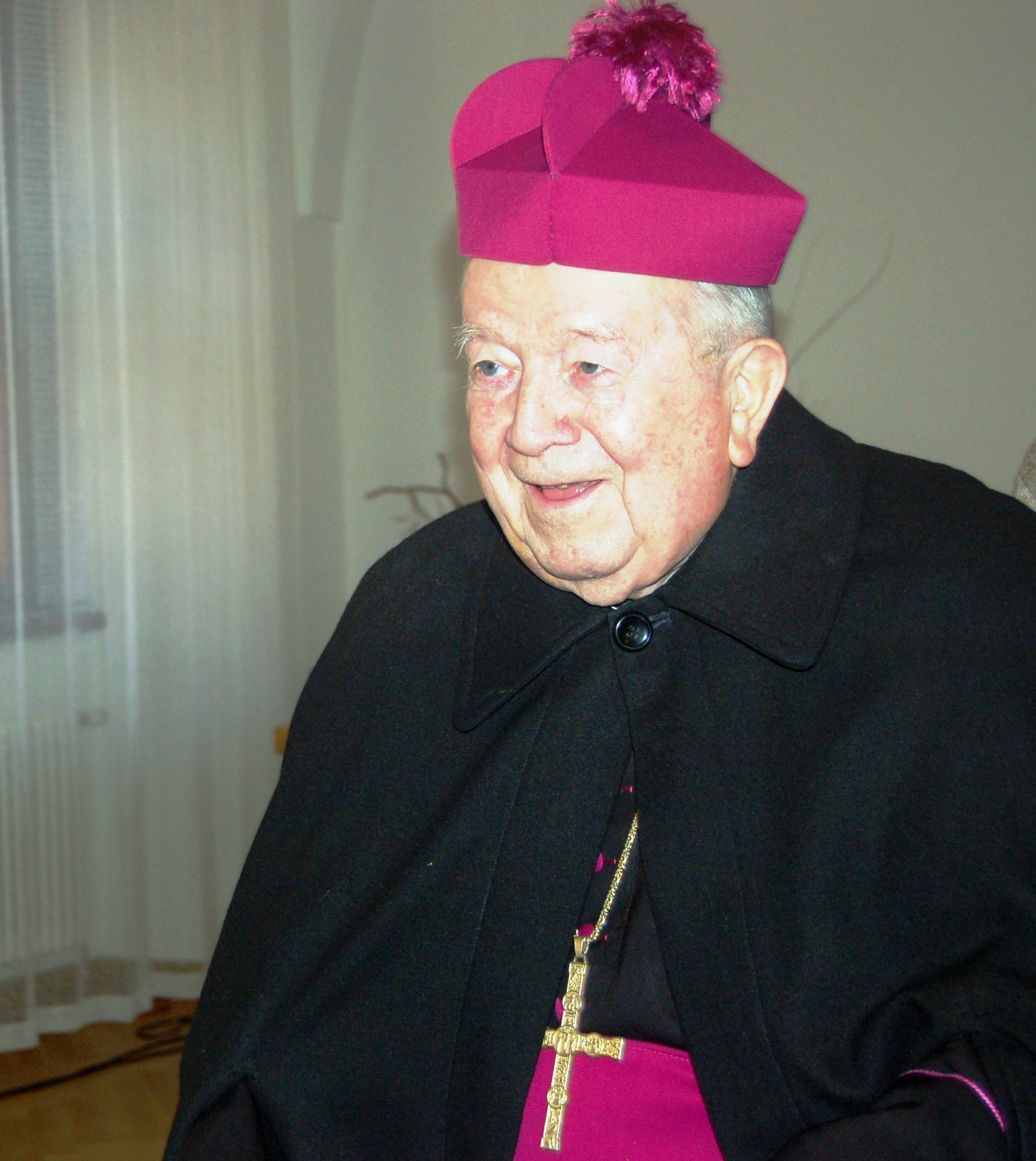
Karel Otčenášek († 2011)

- 1708 – Adam Ignác Mladota ze Solopysk, šlechtic a duchovní (* 1673)
- 1816 – Josef Hardtmuth, rakouský architekt, zakladatel firmy Koh-i-noor Hardtmuth (* 13. února 1758)
- 1846 – Josef Liboslav Ziegler, kněz, básník a spisovatel (* 10. prosince 1782)
- 1868 – Ivan Bohdan Staněk, chemik, politik a básník (* 29. května 1828)
- 1882 – Emanuel Purkyně, botanik a meteorolog (* 17. prosince 1831)
- 1885 – Vendelín Grünwald, právník a politik (* 19. října 1812)
- 1893 – Albína Dvořáková-Mráčková, spisovatelka (* 30. ledna 1850)
- 1895 – Eliška Pešková, herečka (* 1. července 1833)
- 1916 – Vladimír Jindřich Bufka, fotograf a publicista (* 16. července 1887)
- 1926 – František Brábek, překladatel z maďarštiny (* 9. prosince 1848)
- 1928 – Xena Longenová, herečka (* 3. srpna 1891)
- 1934 – Zdenka Braunerová, malířka (* 9. dubna 1858)
- 1939 – Theodor von Liebieg, liberecký podnikatel (* 15. června 1872)
- 1942 – Adolf Zdrazila, slezský malíř (* 8. prosince 1868)
- 1950
  - René Černý, příslušník obrany národa, oběť komunismu (* 26. července 1914)
  - Stanislav Broj, československý politik, oběť komunistického teroru (* 28. září 1901)
- 1957 – Marie Votrubová-Haunerová, básnířka, dramatička a překladatelka (* 2. srpna 1878)
- 1958 – František Kubr, divadelník a organizátor (* 3. prosince 1905)
- 1960 – Jana Kovaříková, herečka (* 12. dubna 1890)
- 1965 – Ján Zverec, československý politik slovenské národnosti (* 7. května 1881)
- 1966 – Eduard Kühnl, československý diplomat a esperantista (* 16. května 1884)
- 1972 – Kamil Bednář, básník a překladatel (* 4. července 1912)
- 1975 – Jan Chomutovský, architekt a politik (* 8. května 1897)
- 1979 – Josef Beneš, kněz kolaborující s komunistickým režimem (* 22. února 1905)
- 1986 – Bohumil Muzikant, účastník československého protinacistického odboje (* 11. května 1914)
- 1990 – Antonín Kapek, komunistický politik a funkcionář (* 6. června 1922)
- 1998 – Věra Petráčková, bohemistka, slavistka, lexikografka (* 18. února 1941)
- 2000 – Inka Zemánková, swingová zpěvačka (* 5. srpna 1922)
- 2002 – Vladimír Karbusický, muzikolog, folklorista, sociolog a historik (* 9. dubna 1925)
- 2011 – Karel Otčenášek, 23. biskup královéhradecký (* 13. dubna 1920)

### Svět

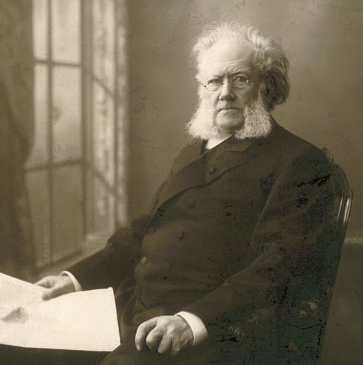
Henrik Ibsen († 1906)

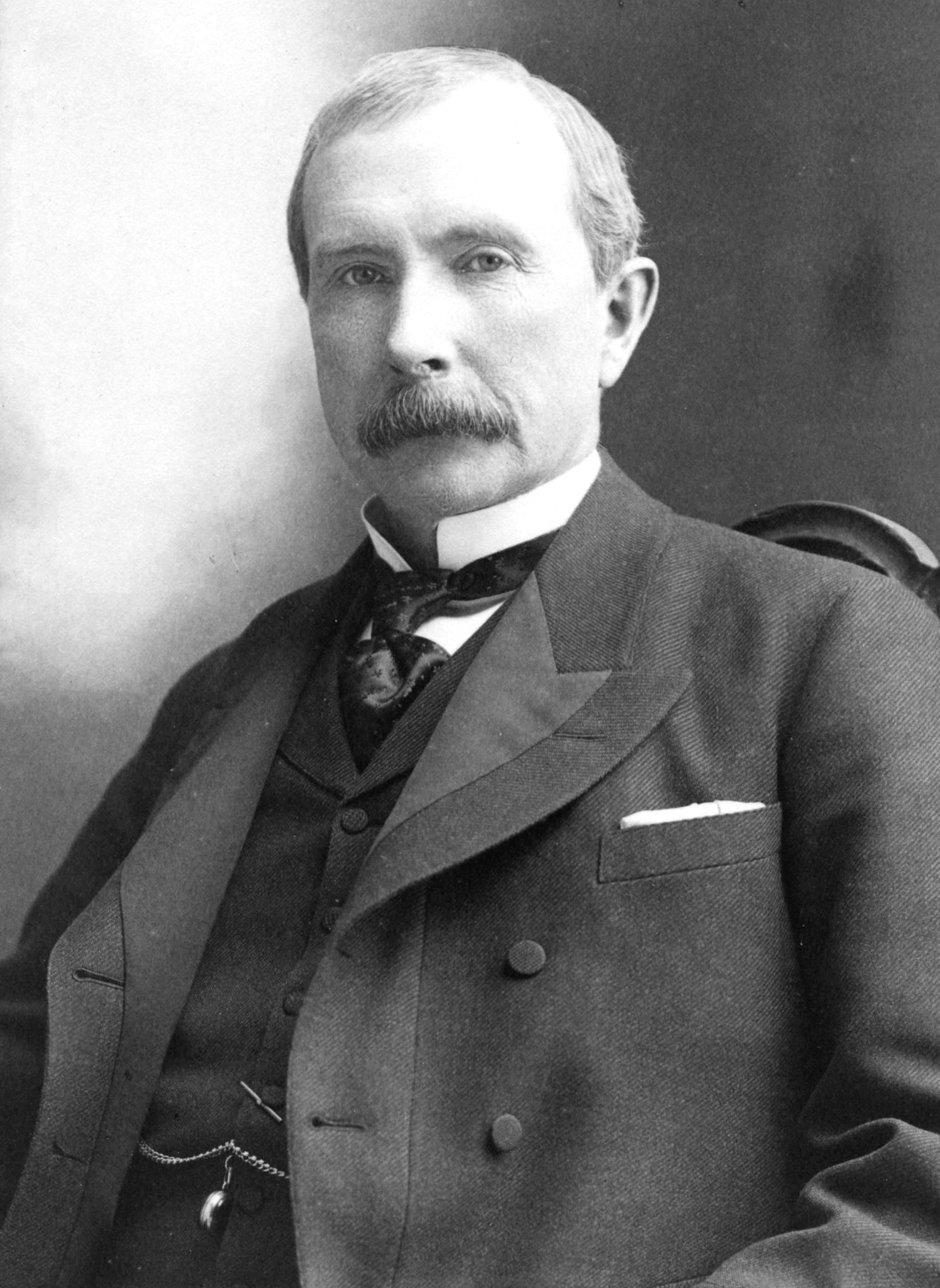
John D. Rockefeller († 1937)

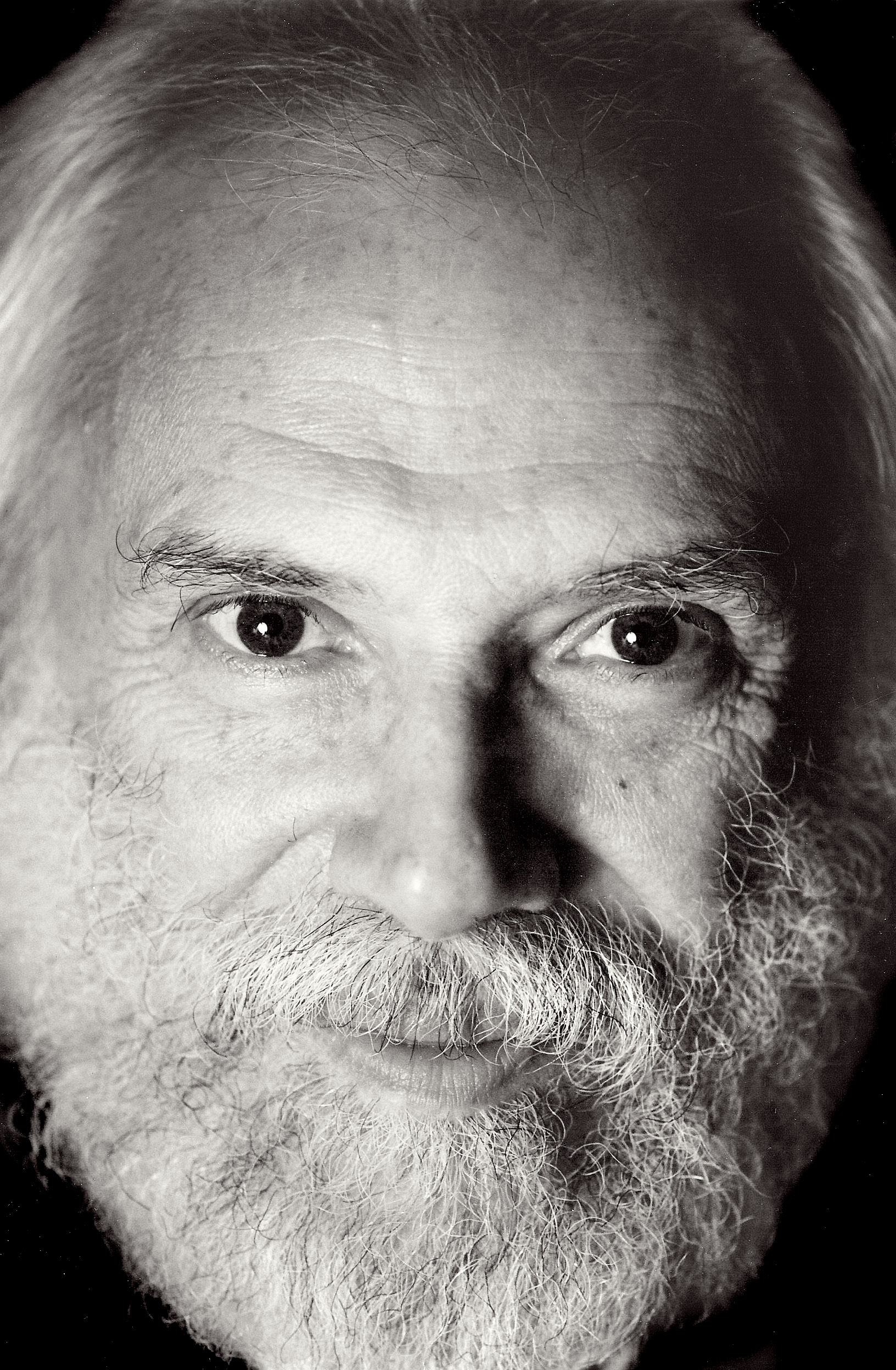
Georges Moustaki († 2013)

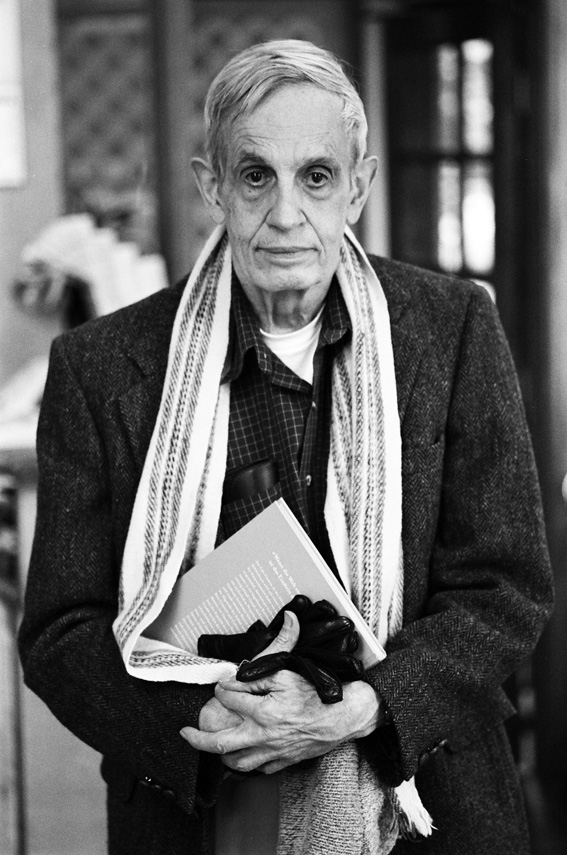
John Forbes Nash († 2015)

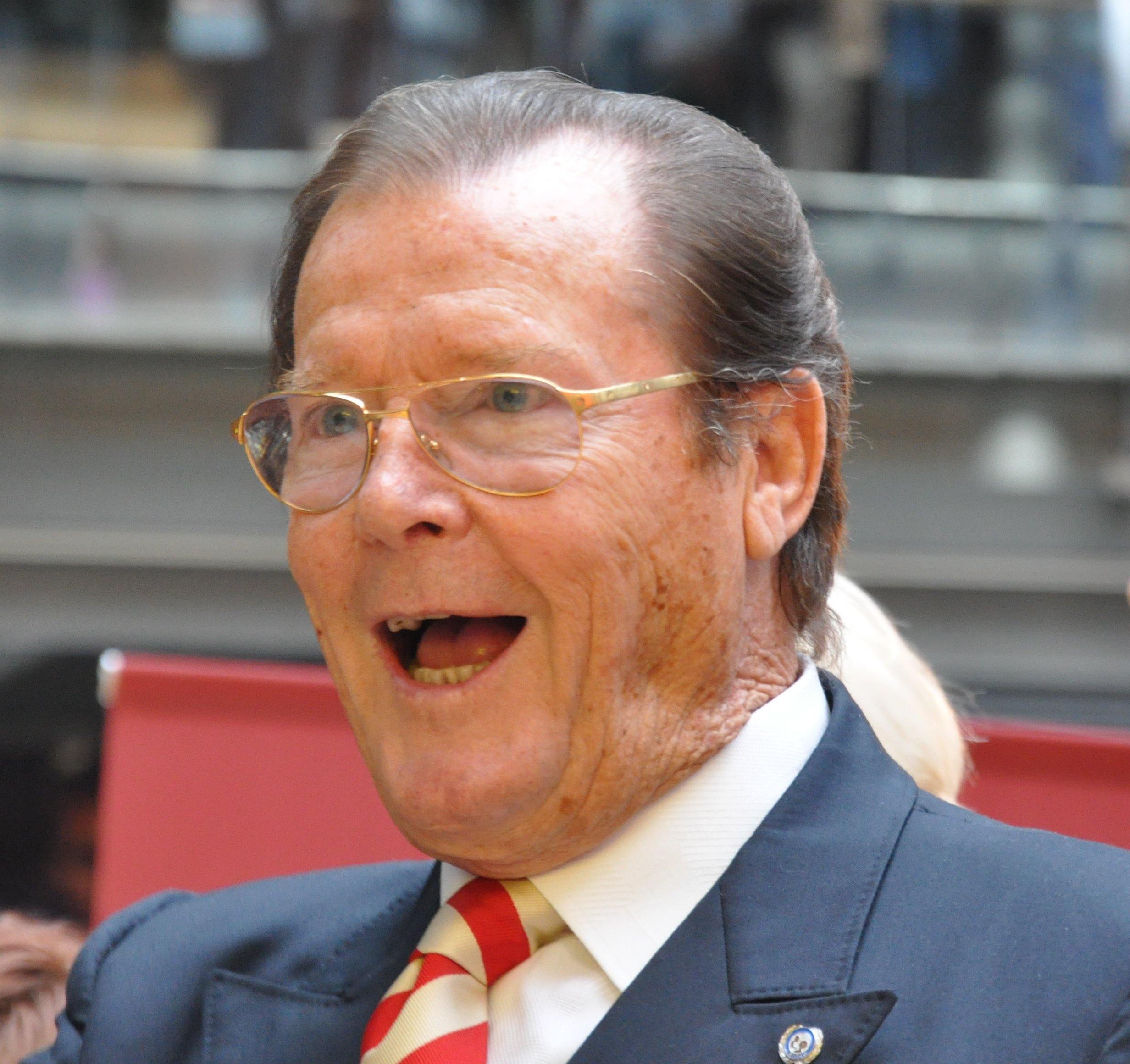
Roger Moore († 2017)

- 0230 – Svatý Urban I., 17. papež katolické církve (* ?)
- 1125 – Jindřich V. Sálský, císař Svaté říše římské (* 8. ledna 1086)
- 1153 – David I. Skotský, král skotský (* 1085)
- 1338 – Alice z Warenne, anglická šlechtična a dědička hrabství Surrey (* 15. června 1287)
- 1370 – Togon Temür, poslední císař říše Jüan a veliký chán Mongolů (* 25. května 1320)
- 1524 – Ismá‘íl I., zakladatel safíovské říše a první novodobý perský šáh (* 17. července 1487)
- 1627 – Luis de Góngora y Argote, španělský básník a dramatik (* 11. července 1561)
- 1670 – Ferdinand II. Medicejský, toskánský velkovévoda (* 14. července 1610)
- 1701 – William Kidd, anglický kapitán (popraven) (* 1645?)
- 1776 – Julie de Lespinasse, francouzská spisovatelka (* 9. listopadu 1732)
- 1786 – Móric Beňovský, slovenský cestovatel, voják, objevitel, kolonizátor, spisovatel, král Madagaskaru (* 20. září 1746)
- 1802 – Ercole del Rio, italský šachista (* 22. prosince 1723)
- 1812 – Louis Dutens, francouzský spisovatel (* 15. ledna 1730)
- 1813 – Géraud Duroc, francouzský generál a diplomat (* 25. října 1772)
- 1841 – Franz von Baader, německý lékař, filosof a teolog (* 27. března 1765)
- 1842 – José de Espronceda, španělský básník (* 25. března 1808)
- 1857 – Augustin Louis Cauchy, francouzský matematik (* 21. srpna 1789)
- 1860 – Uffo Horn, básník, dramatik a revolucionář (* 18. května 1817)
- 1868 – Ivan Bohdan Staněk, chemik, politik, básník a novinář (* 29. května 1828)
- 1869 – Apollo Korzeniowski, polský spisovatel (* 21. února 1820)
- 1871 – Jarosław Dąbrowski, polský levicový nacionalista, bojovník za vznik nezávislého Polska (* 13. listopadu 1836)
- 1876 – Janko Kráľ, básník, slovenský národní buditel (* 24. dubna 1822)
- 1883 – Cyprian Kamil Norwid, polský básník a malíř (* 24. září 1821)
- 1886 – Leopold von Ranke, německý historik (* 21. prosince 1795)
- 1893 – Anton von Schmerling, rakouský politik a právník (* 23. srpna 1805)
- 1894 – Brian Houghton Hodgson, anglický zoolog a politik (* 1. února 1800)
- 1897 – Aleko Konstantinov, bulharský spisovatel (* 1. ledna 1863)
- 1905 – Ivan Kaljajev, ruský básník, revolucionář, vrah velkovévody Sergeje Alexandroviče (* 6. července 1877)
- 1906 – Henrik Ibsen, norský spisovatel (* 20. března 1828)
- 1915 – Pierre-Émile Martin, francouzský inženýr, metalurg (* 18. srpna 1824)
- 1916 – Carl Friedrich Mylius, německý fotograf (* 10. ledna 1827)
- 1919 – Hermann von Spaun, rakousko-uherský admirál (* 9. května 1833)
- 1920
  - Heorhij Narbut, ukrajinský malíř (* 9. března 1886)
  - Svetozar Borojević von Bojna, rakousko-uherský polní maršál (* 13. prosince 1856)
- 1927 – József Rippl-Rónai, maďarský malíř (* 25. listopadu 1861)
- 1933 – Ivan Roškar, jugoslávský ministr zemědělství (* 8. dubna 1860)
- 1934
  - Clyde Barrow, Bonnie a Clyde, americký bankový lupič (* 24. března 1909)
  - Bonnie Parkerová, Bonnie a Clyde, americká banková lupička (* 1. října 1910)
- 1936 – Henri de Régnier, francouzský básník a spisovatel (* 28. prosince 1864)
- 1937 – John D. Rockefeller, americký průmyslník (* 8. července 1839)
- 1940 – Paul Nizan, francouzský filozof a spisovatel (* 7. února 1905)
- 1943 – Milutin Ivković, jugoslávský fotbalový reprezentant (* 1. března 1906)
- 1944 – Thomas Curtis, americký atlet, olympijský vítěz (* 7. září 1870)
- 1945
  - Franz Ziereis, velitel koncentračního tábora Mauthausen-Gusen (* 13. srpna 1905)
  - Heinrich Himmler, nacistický válečný zločinec, šéf gestapa (* 7. října 1900)
- 1947 – Charles-Ferdinand Ramuz, švýcarský spisovatel a básník (* 24. září 1878)
- 1954 – Tecellin Jaksch, 43. opat vyšebrodského kláštera (* 23. března 1885)
- 1966 – Demčigdonrov, vůdce mongolského hnutí za nezávislost (* 8. února 1902)
- 1967 – Peter Hansen, německý generál, zakladatel polního dělostřelectva Waffen-SS (* 30. listopadu 1896)
- 1973 – Alois Podhajsky, rakouský olympijský medailista v drezuře (* 24. února 1898)
- 1991
  - Wilhelm Kempff, německý klavírista, varhaník a skladatel (* 25. listopadu 1895)
  - Jean Van Houtte, premiér Belgie (* 17. března 1907)
- 1992 – Giovanni Falcone, italský prokurátor, jedna z vůdčích postav boje proti organizovanému zločinu (* 1939)
- 1994 – Joe Pass, americký jazzový kytarista (* 13. ledna 1929)
- 1996 – Sim Iness, americký olympijský vítěz v hodu diskem (* 9. července 1930)
- 1997 – Albert Rosen, český dirigent (* 14. února 1924)
- 2003 – Jean Yanne, francouzský herec a režisér (* 18. července 1933)
- 2006 – Aaron Spelling, americký producent (* 22. dubna 1923), Ray Cale velšský ragbista (* 18. července 1922)
- 2009
  - No Mu-hjon, 9. prezident Korejské republiky (* 1. září 1946)
  - Barbara Rudnik, německá herečka (* 27. července 1958)
- 2013 – Georges Moustaki, francouzský zpěvák a skladatel (* 3. května 1934)
- 2014 – Jehudit Hendel, izraelská spisovatelka (* 25. října 1921)
- 2015
  - John Forbes Nash, americký matematik (* 13. června 1928)
  - Carole Seymour-Jones, velšská spisovatelka (* 3. března 1943)
- 2017 – Roger Moore, anglický herec (* 14. října 1927)
- 2021 – Max Mosley, britský automobilový závodník a prezident FIA (* 13. dubna 1940)

## Svátky
- Obrázky, zvuky či videa k tématu 23. květen na Wikimedia Commons

### Česko
- Vladimír, Vladimíra, Vladěna
- Ždan, Ždana
- Želibor, Želimír, Želimíra, Želmír, Želmíra
- Desider
- Předislava

### Svět
- Světový den želv
- Mezinárodní den boje proti porodnické píštěli
- Slovensko: Želmíra
- Bermudy: Císařský den
- Jamajka: Svátek práce
- Německo: Den republiky (vizte Grundgesetz)
- Sussex: Mayoring Day
- Kanada: Victoria Day (je-li pondělí)

### Liturgický kalendář
- Baha'i: Declaration of the Bab
- Sv. Jan Křtitel de Rossi
- Bartoloměj

| 23. květen v pražském KlementinuÚdaje jsou platné k 29. 4. 2025. | 23. květen v pražském KlementinuÚdaje jsou platné k 29. 4. 2025. | 23. květen v pražském KlementinuÚdaje jsou platné k 29. 4. 2025. |
| minimum                                                          | denní průměr                                                     | maximum                                                          |
| ---------------------------------------------------------------- | ---------------------------------------------------------------- | ---------------------------------------------------------------- |
| 2,2 °C (1866)                                                    | 15,0 °C (od 1961)                                                | 30,6 °C (1886)                                                   |